# 吉井田 (福島市)
吉井田（よしいだ）は、福島県福島市の旧信夫郡吉井田村の一部範囲を指す地域名である。

## 概要
福島市役所吉井田支所管轄の吉倉・仁井田・八木田・方木田の計4地区を指す。福島市都心部から荒川を挟んだ一帯の地域であり、かつては果樹園などの農地が広がっていたが、近年は複数の幹線道路が整備され、主に工場や郊外商業地、住宅地として発展した地域である。
特に国道115号福島西バイパスの開通により方木田、吉倉ではロードサイド店舗が多数設置され、その後の都市計画道路方木田茶屋下線、国道13号福島西道路の開通により更に八木田も含め、商業地として発展していった。
方木田、吉倉は以前から旧国道115号（旧土湯街道・現福島市道南町佐倉下線）が東西を貫き交通の要所となっていたが、運輸省福島陸運事務所（現在の国土交通省福島運輸支局）が開設されると、周辺に自動車販売店協会（車庫証明センター・自動車登録センター）や、福島県軽自動車協会、予備車検場、行政書士事務所、納税局支所といった車検に欠かせない施設や日本自動車連盟（JAF）福島支部、各自動車販売店なども設置され、福島県内の自動車行政の中枢として機能している。
吉井田地域の東端に接している現在の南町は、郷野目（杉妻地域）と方木田の一部で住居表示を行った地名である。しかし南町は杉妻地域（郷野目）でも吉井田地域（方木田）でもなく、市の本庁所管にあたる中央地域に属している。

## 地域
吉井田地域内の地名
- 吉倉

- 仁井田

- 八木田

- 方木田

## 施設
- 福島市役所吉井田支所・福島市吉井田学習センター
- 福島市国体記念体育館・荒川桜づつみ河川公園

上記4施設で一体の総合公園のように機能している。
- 国土交通省福島運輸支局
- 福島県自動車会館
  - 福島県県北地方振興局吉倉出張所（納税事務所）
  - 福島県レンタカー協会
  - 福島県タクシー協会
- 福島県軽自動車協会
- 福島県自動車販売店協会
- 日本自動車連盟福島支部
- 三菱ふそうトラック・バス 福島支店
- コマツ福島福島支店
- 福島日産自動車 吉倉店
- ホンダカーズ福島 吉倉店
- スズキ自販福島 スズキアリーナ福島
- ヤナセ東北 福島支店
- あらかわクリーンセンター

## 交通
- 国道13号福島西道路
- 国道115号福島西バイパス
- 福島県道126号福島微温湯線（通称微温湯街道）
  - 八木田橋
- 福島県道148号水原福島線（大森街道）
- 市道南町佐倉下線（旧国道115号土湯街道）
- 都市計画道路 方木田茶屋下線（福島市道27号方木田茶屋下線）
  - 上八木田橋
- 福島運輸支局バス停（福島交通福島市内路線バスの他、高速バス福島 - いわき線など）